# Трименгушеста котинга
Трименгушеста котинга (Procnias tricarunculatus) е вид птица от семейство Cotingidae. Видът е световно застрашен, със статут Уязвим.

## Разпространение
Видът е разпространен в Коста Рика, Никарагуа, Панама и Хондурас.